# Ansgars Sogn (Odense Kommune)

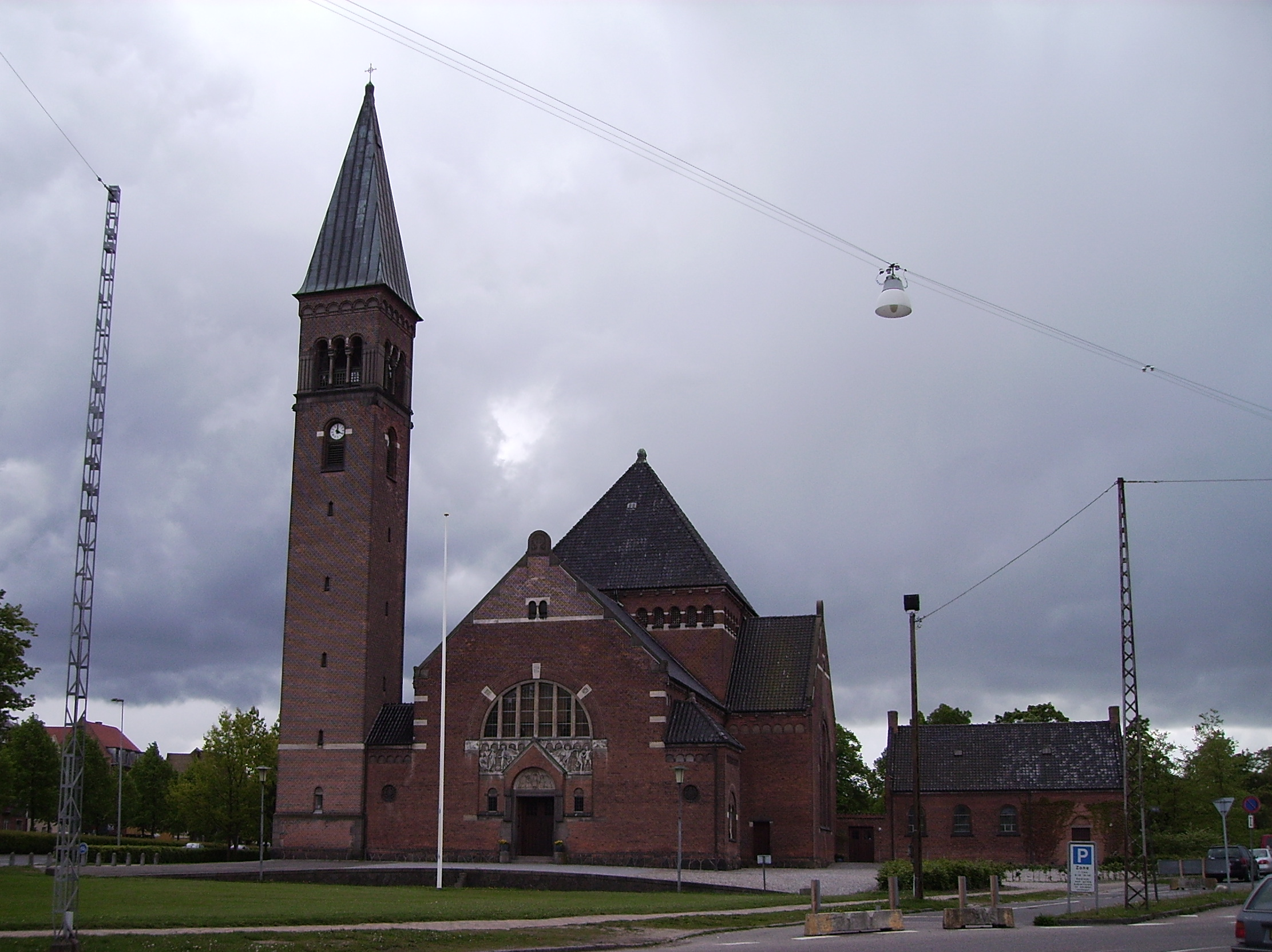
Ansgars Kirke

Ansgars Sogn ist eine Kirchspielsgemeinde (dän.: Sogn) auf der Insel Fyn (dt.: Fünen) im südlichen Dänemark. Bis 1970 gehörte sie zur Harde Odense Herred im damaligen Odense Amt, danach zur Odense Kommune im Fyns Amt, die im Zuge der  Kommunalreform zum 1. Januar 2007 Teil der Region Syddanmark geworden ist.
Von den 182.387 Einwohnern von Odense leben 6671 im Kirchspiel Ansgars (Stand: 1. Januar 2023).
Im Kirchspiel liegt die Kirche „Ansgars Kirke“.
Nachbargemeinden sind im Norden Hans Tausens Sogn, im Osten Sankt Knuds Sogn und Thomas Kingos Sogn, im Süden Hjallese Sogn, im Südwesten Dalum Sogn und Sanderum Sogn und im Nordwesten Bolbro Sogn.